# Excelsior AC Roubaix
Excelsior Athlétic Club de Roubaix là một đội bóng đá Pháp đến từ thành phố Roubaix, Nord.

## Lịch sử
Đội bóng được thành lập vào năm 1928 trong sự hợp nhất giữa Câu lạc bộ bóng đá de Roubaix và Câu lạc bộ Excelsior de Tourcoing. Năm 1932, đội bóng đã thi đấu chuyên nghiệp và chơi mùa bóng đá chuyên nghiệp đầu tiên vào năm 1932/1933 và giành được cùng năm chiếc cúp lớn đầu tiên của mình, Coupe de France. Cho đến Thế chiến II, đội đã ở lại Division 1. Sau chiến tranh, câu lạc bộ đã sáp nhập với RC Roubaix và US Tourcoing để tạo thành CO Roubaix-Tourcoing (1945-1970). Sau năm 1970, đội đã vật lộn ở cấp độ nghiệp dư cho đến khi sụp đổ vào năm 1995. Vào năm 1977, đội đã sáp nhập với Câu lạc bộ thể thao de Roubaix để tạo ra Roubaix Football, cũng đã sáp nhập vào năm 1990 với Stade Roubaix (tức là RC Roubaix cũ) nhưng không bao giờ quay trở lại Division 1, chỉ chơi mùa giải 1983/84 ở Division 2. Đội giải thể do vấn đề tài chính.

## Tên của câu lạc bộ
- 1928-1944. Excelsior Athlétic Club de Roubaix.
- 1944-1970. trong CO Roubaix-Tourcoing.
- 1970-1977. Excelsior Athlétic Club de Roubaix.
- 1977-1990. Bóng đá Roubaix
- 1990-1995. Câu lạc bộ Stade Olympique de Roubaix (SCOR).

## Danh hiệu
- Coupe de France: 1933